# Philip Illingworth
Philip Illingworth (ur. 10 grudnia 1948 w Pincher Creek) – kanadyjski judoka. Olimpijczyk z Monachium 1972, gdzie zajął trzynaste miejsce w wadze średniej.
Mistrz Kanady w 1972 roku.

## Letnie Igrzyska Olimpijskie 1972
| Konkurencja | Eliminacje            | Eliminacje            | Klas. końcowa |
| Konkurencja | Przeciwnik I          | Przeciwnik II         | Miejsce       |
| ----------- | --------------------- | --------------------- | ------------- |
| 80 kg       | Carlos Socías (DOM) Z | Slavko Obadov (YUG) P | 13.           |